# Ірландський вольфгаунд
Ірландський вовкодав (англ. Irish Wolfhound, ірл. Cú Faoil) — порода мисливських собак, належить до групи хортів. Є найвищим серед усіх порід зазначених AKC.
Тісно пов'язані з ірландською історією, вони були відомі як собаки-охоронці та брали участь в полюванні на вовків та оленів. У 1902 році ірландський вовкодав був оголошений полковим талісманом ірландської гвардії.

## Історія

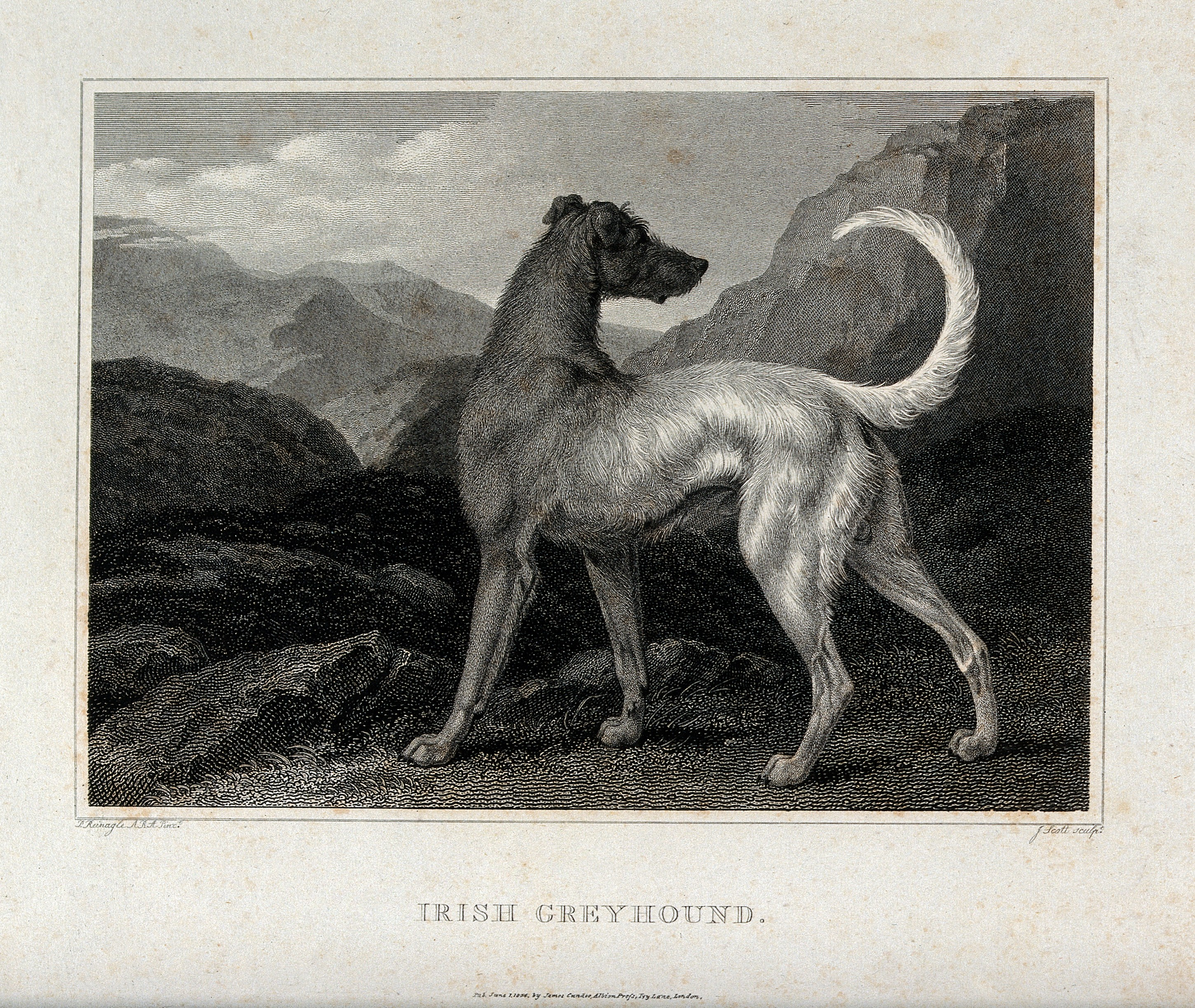
Ірландський вовкодав в гірському ландшафті (1804), Філіп Рейнагл

### До 19 століття
У 391 році Квінт Аврелій Сіммах, римський консул, який отримав у подарунок 7 ірландських вовкодавів («canes Scotici») для боротьби з левами та ведмедями, згадує про великих собак і написав, що «весь Рим дивився (на них) з подивом». Денсі, перекладач першої повної версії праці Арріана англійською мовою On Coursing на початку 19 століття, припустив, що ірландські та шотландські хорти походять від одного предка, вертрагуса, і поширилися разом із шотландцями з Ірландії через Західні острови й територію сучасної Шотландії.
Вовкодави використовувалися як мисливські собаки галами, які їх називали Cú Faoil. Собаки згадуються як cú в ірландських законах і літературі, починаючи з 6-го століття або, у випадку саг, зі староірландського періоду, 600—900 років нашої ери. Слово cú часто використовувалося як епітет для воїнів і королів, вказуючи на те, що вони гідні поваги та вірності собаки.
Мисливські собаки були бажаними, і їх часто дарували як подарунок значущим особам та іноземним вельможам. Король Англії Іоанн I Безземельний приблизно в 1210 році подарував ірландського собаку, на ім'я Гелерт Лівеліну Великому, принцу Уельському. Поет Вільям Роберт Спенсер увічнив цю собаку у вірші.
Едмунд Кемпіон у своїй «Історії Ірландії», написаній у 1571 році, описує гончих, які використовувалися для полювання на вовків у горах Дубліна та Віклоу. Він каже: «Їм (ірландцям) не бракує вовків і хортів, щоб на них полювати, кістки та кінцівки більші за лоша». Через їхню популярність за кордоном багато було експортовано до європейських королівських будинків, в результаті чого кількість в Ірландії скоротилася. Це призвело до того, що 27 квітня 1652 року в Кілкенні була опублікована декларація Олівера Кромвеля, яка гарантувала збереження достатньої кількості для контролю над популяцією вовків.
Згадки про ірландського вовкодава у 18 столітті розповідають про його великі розміри, силу, а також про його малу кількість особин. Пишучи в 1790 році, Томас Бевік описав її як найбільшу і найкрасивішу серед собак; приблизно 36 дюймів заввишки, зазвичай білого або коричневого кольору, чимось схожий на хорта, але більш міцний. Він сказав, що їхній вигляд був м'яким, вдача миролюбна, а сила настільки велика, що в бою мастиф чи бульдог були далеко не рівними їм.
Останній вовк в Ірландії був убитий в графстві Карлоу в 1786 році. Вважається, що його вбила зграя вовкособак в Майшаллі, на схилах гори Ленстер, яких утримував містер Ватсон з Баллідартона. Вовкодави, які залишилися в руках кількох сімей тепер були символами статусу, а не використовувалися як мисливці.

### Сучасність
Капітан Джордж Август Грем (1833—1909) був відповідальним за відродження породи ірландський вовкодав. Він заявив, що не міг знайти породу «в її оригінальній цілісності» для роботи.
Ґрунтуючись на писаннях інших, Грем сформував думку, що собаку, схожу на оригінального ірландського вовкодава, можна відтворити, використовуючи найбільші та найкращі зразки шотландського дирхаунда та німецького дога, двох порід, які, на його думку, були виведені раніше від вовкодава. Для аутбридингу, були схрещені борза герцогині Ньюкаслської, яка раніше довела свою здатність полювати на вовків у Росії, і «тибетського вовкособаку», яким, ймовірно, був тибетський Кі Апсо. Раніше Грем подорожував до графства Кілкенні, Ірландія, у 1860-х роках, де він придбав кількох особин, які, як стверджували, походять від оригінальних ірландських вовкодавів. Вони були відповідними прабатьками його програми розведення, але через надто малий генофонд він був змушений вийти на аутбридинг (як зазначено вище).
У 1885 році капітан Грем заснував клуб ірландських вовкодавів і породний стандарт балів, щоб встановити й узгодити ідеал, до якого повинні прагнути заводчики. У 1902 році ірландський вовкодав був оголошений полковим талісманом ірландської гвардії.

### Аналіз ДНК
Геномний аналіз показує, що ірландський вовкодав і німецький дог мають найбільшу схожість ДНК. Джордж Август Грем створив сучасну породу ірландського вовкодава, зберігши зовнішній вигляд оригінальної форми, але не її генетичне походження.

## Опис

### Загальні відомості
- Зріст: від 71 см (жіноча стать) і 79 см (чоловіча стать)[23]; одна з найвищих порід собак;
- Вага: залежно від зростання, але не важкі;
- Забарвлення: чорним, тигровим, палевим, сірим, пшеничним, чисто білим або будь-яким кольором, який можна побачити у вовкодавів.[23]
- Характер: спокійний, добрий;
- Шерсть: жорстка, вимагає догляду. Довшим на підборідді й над бровами.

Ірландський вовкодав володіє чудовим зростом і імпозантною зовнішністю, дуже м'язистою, міцною, але елегантною будовою, з легкими та стрімкими рухами; голова і шия несуться високо; хвіст злегка зігнутий на кінці.

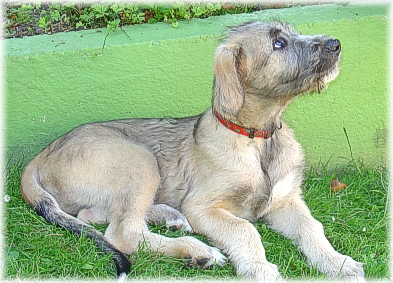
Цуценя ірландського вовкодава
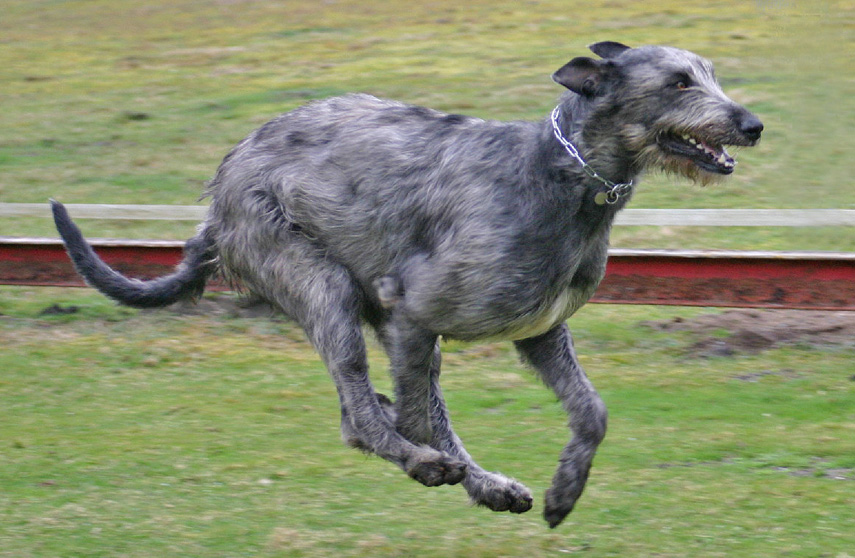
Ірландський вовкодав під час бігу
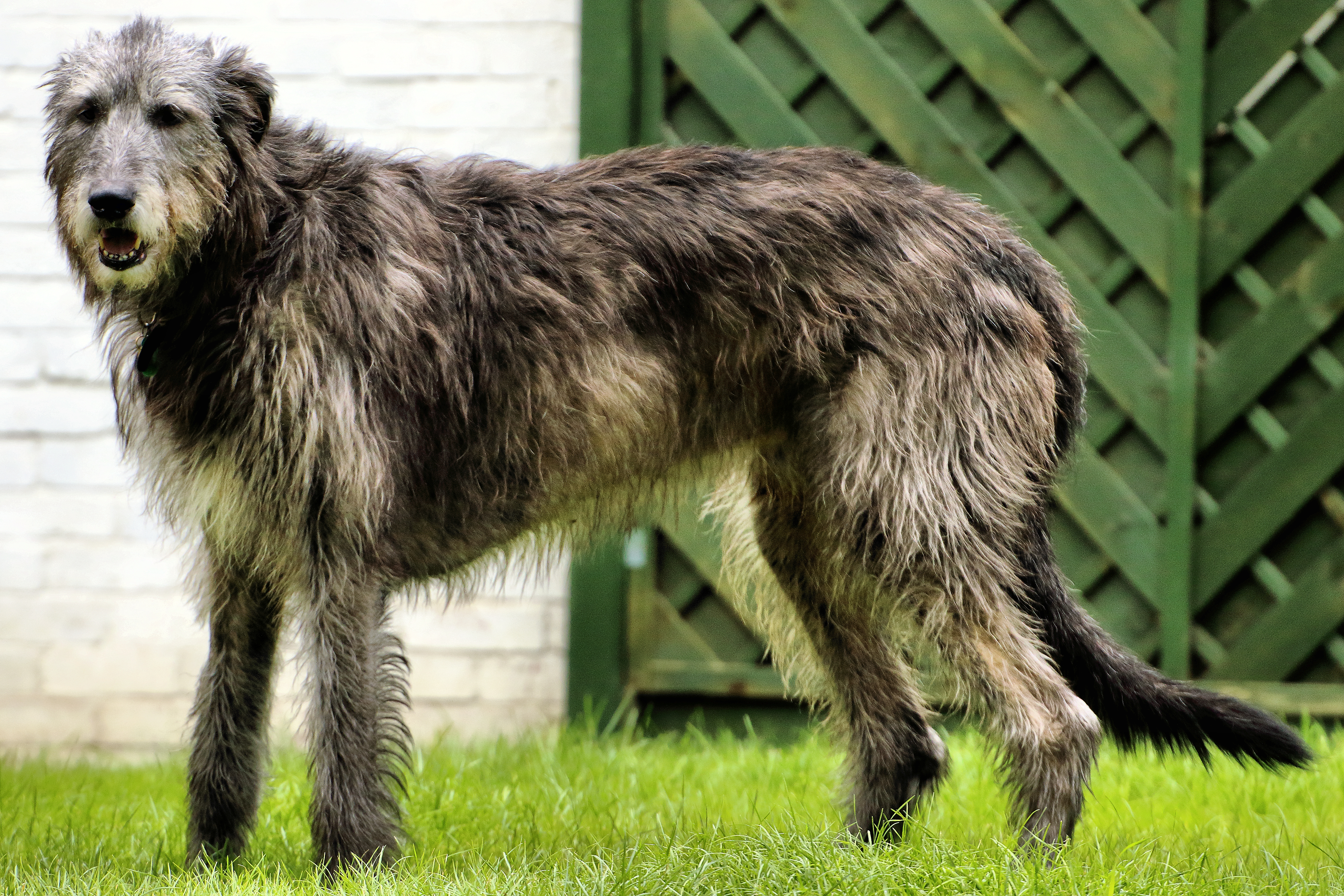
Ірландський вовкодав з триколірною шерстю
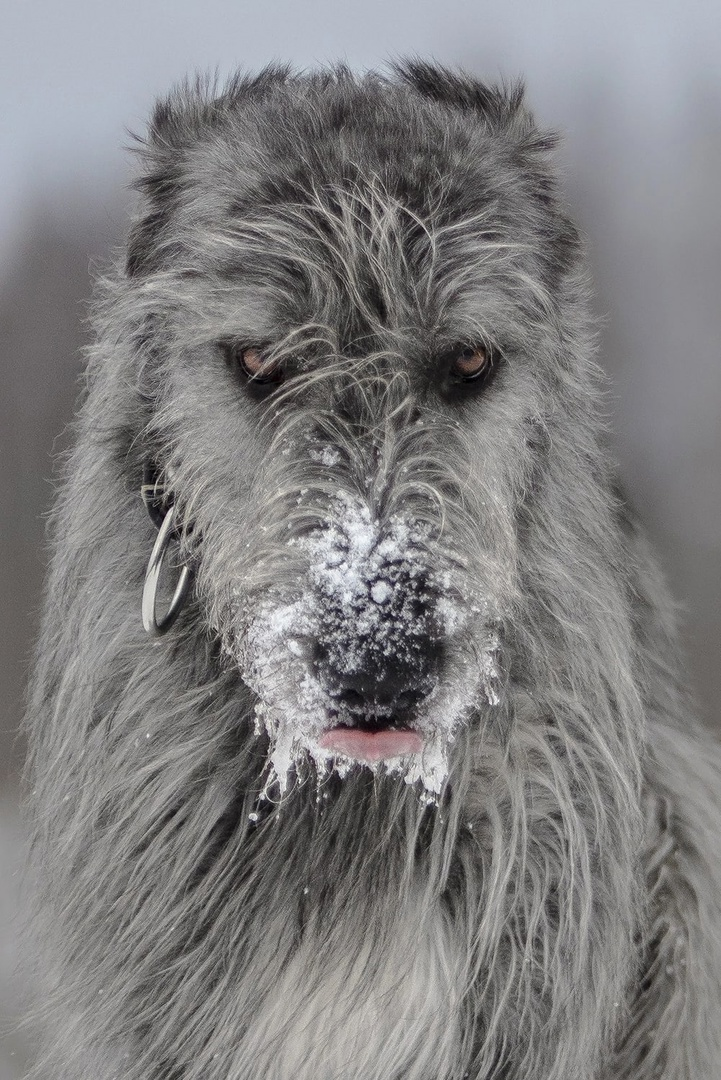
Вигляд спереду

### Темперамент

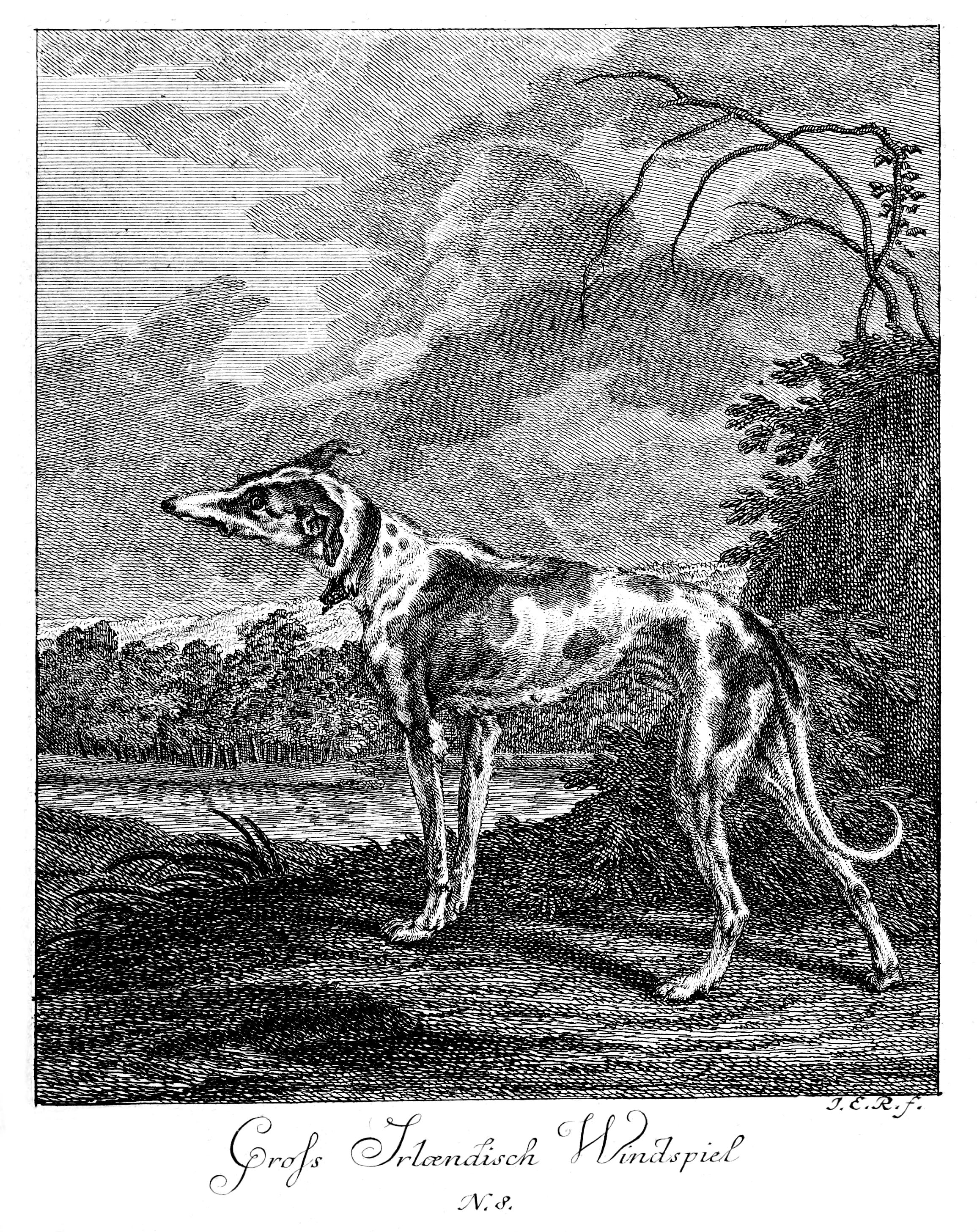
«Великий ірландський хорт» (1738) Йоганна Еліаса Рідингера; найдавніше зображення ірландського вовкодава за описом Томаса Бевіка

Ірландські вовкодави мають різноманітний діапазон характерів і найчастіше відзначаються своїми особистими примхами та індивідуалізмом. Ірландський вовкодав, однак, рідко буває безглуздим і, попри свої великі розміри, рідко буває руйнівним у домі або буйним. Це пояснюється тим, що ця порода, як правило, інтровертна, розумна та стримана за характером. Ірландський вовкодав тихий за своєю природою. Вовкодави часто створюють міцний зв'язок зі своєю сім'єю і можуть стати досить деструктивними або похмурими, якщо залишаються наодинці протягом тривалого часу.
Ірландський вовкодав є ефективним і значним охоронцем. Порода прив'язується як до власників, так і до інших собак, з якими вони виросли, і тому не є найбільш адаптованою з порід. Вирощений для незалежності, ірландський вовкодав не обов'язково прагне захищати простір. Вовкодава найпростіше описати його історичним девізом: «ніжний, коли гладять, жорстокий, коли провокують».
Більшість вовкодавів дуже ніжні з дітьми. Дресирувати ірландського вовкодава порівняно легко. Вони добре реагують на тверде, але ніжне, послідовне лідерство. Однак історично ці собаки повинні були працювати на великій відстані від своїх господарів і думати незалежно під час полювання, а не чекати детальних команд.
Ірландським вовкодавам часто віддають перевагу за їх вірність, прихильність, терпіння та відданість. Хоча в деякі моменти історії їх використовували як сторожових собак, на відміну від деяких порід, ірландський вовкодав зазвичай ненадійний у цій ролі, оскільки вони часто доброзичливі до незнайомців, хоча їх розмір може бути природним стримувальним фактором. Однак, коли потрібен захист, ця собака зовсім не буде зайвою. Коли вони або їх сім'я перебувають у небезпеці, вони демонструють безстрашність. Письменник і заводчик ірландських вовкодавів Лінда Гловер вважає, що тісна спорідненість собак з людьми робить їх гостро усвідомленими та чутливими до злої волі чи злих намірів, що призводить до того, що вони виділяються як охоронці, а не сторожові собаки.

## Здоров'я
Як і багато великих порід собак, ірландський вовкодав має відносно коротку тривалість життя. Опубліковані оцінки тривалості життя коливаються від 6 до 10 років, причому середнє значення становить 7 років. Дилатаційна кардіоміопатія та рак кісток є основною причиною смерті, і, як і у всіх собак з глибокими грудьми, перекрут шлунка (здуття) є поширеним; порода уражена спадковим внутрішньопечінковим портосистемним шунтом.
У приватному дослідженні, проведеному під егідою Клубу ірландських вовкодавів Америки та на основі опитування власників, ірландські вовкодави в Сполучених Штатах з 1966 по 1986 рік жили до 6,47 року і помирали найчастіше від раку кісток. Згідно з останнім дослідженням Кінологічного клубу Великобританії, середня тривалість життя становить 7 років.
Дослідження показали, що стерилізація пов'язана з вищим ризиком раку кісток у різних порід, одне дослідження показало, що кастрації слід уникати.

## В мистецтві та культурі
Ірландський вовкодав є національним символом Ірландії й іноді вважається національною собакою Ірландії. Команда національної регбійної ліги має прізвисько Вовкодави, а Ірландський футбольний союз регбі, який керує регбійним союзом, змінив назву національної збірної країни А (другого рівня) у цьому коді на Ірландські вовкодави у 2010 році. Один із символів на податкових марках Ірландії був ірландський вовкодав.

У відеогрі The Elder Scrolls V: Skyrim, ірландський вовкодав був взятий за основу для моделі зовнішнього вигляду собак в грі.

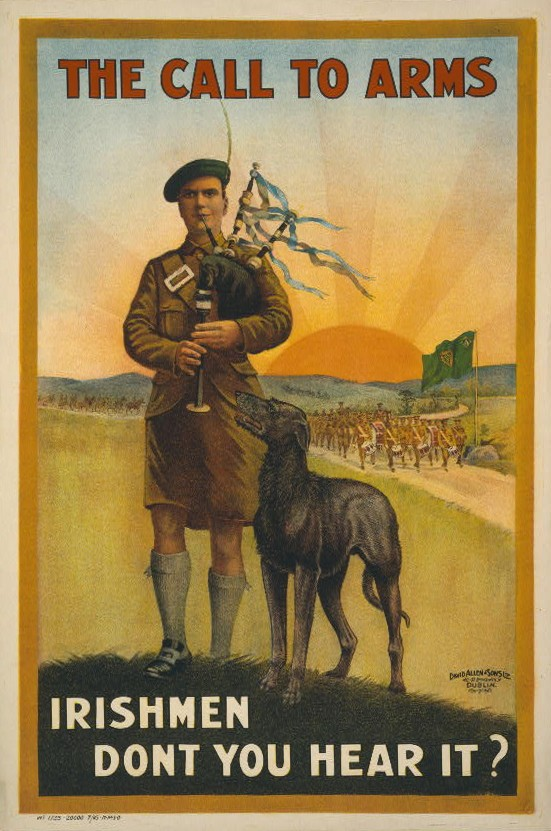
Плакат Першої світової війни
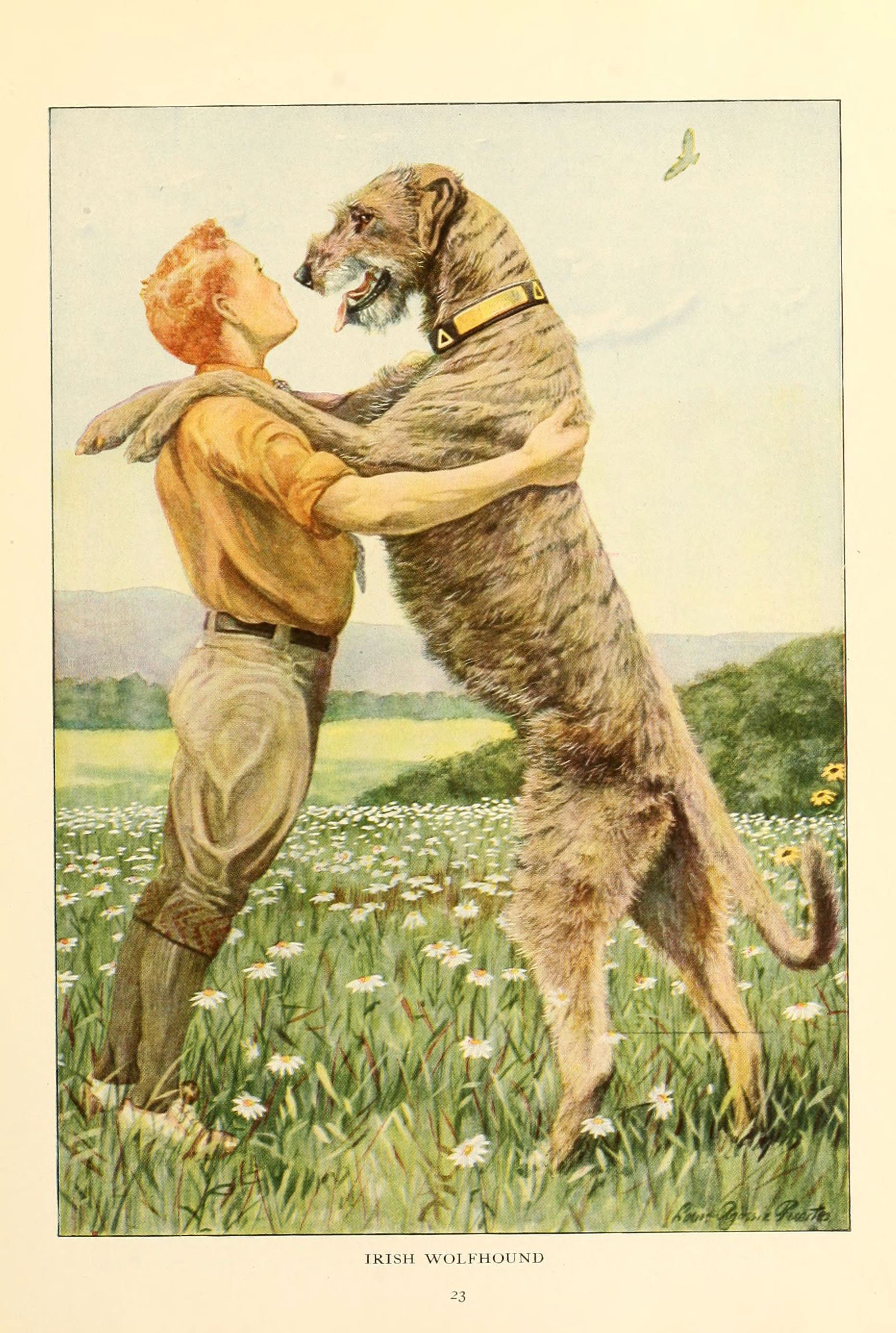
Ілюстрація National Geographic, що демонструє великі розміри породи
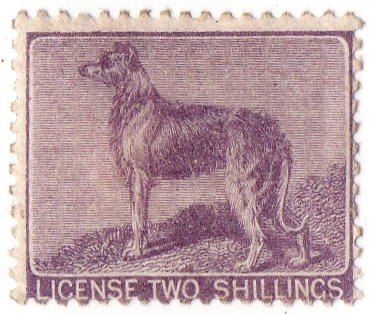
Дохідна марка Ірландії із зображенням ірландського вовкодава
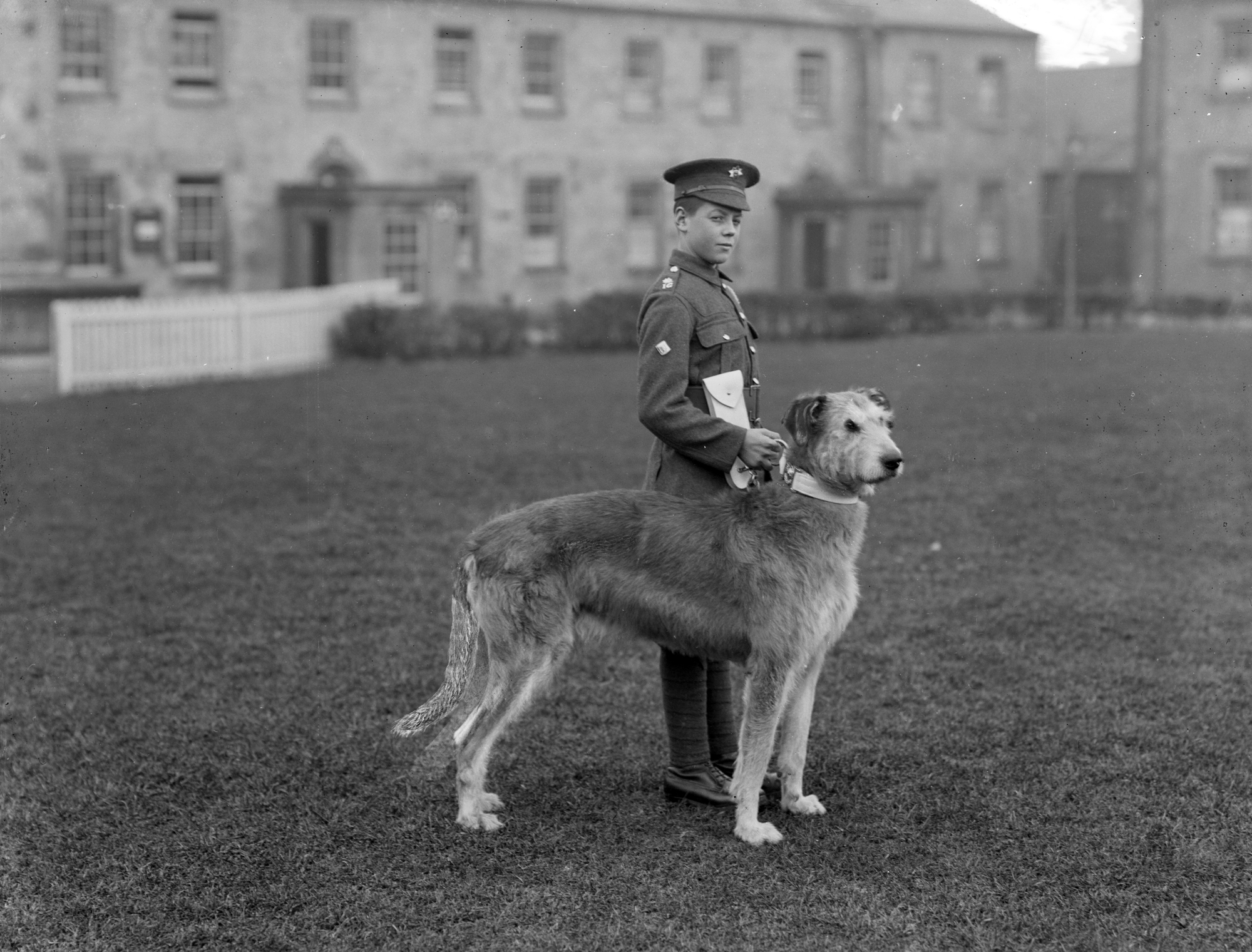
Член Ірландської гвардії, зображений у Вотерфордських казармах з талісманом полку, ірландським вовкодавом на ім'я Лейтрім Бой
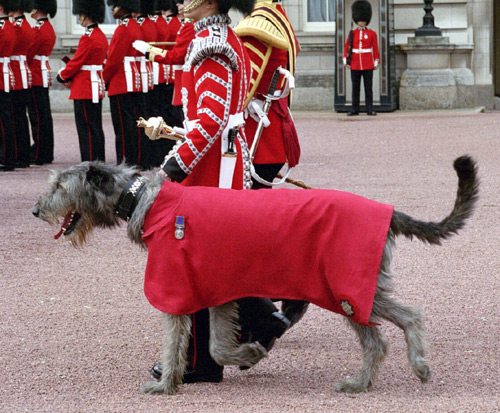
Талісман ірландської гвардії в парадному костюмі
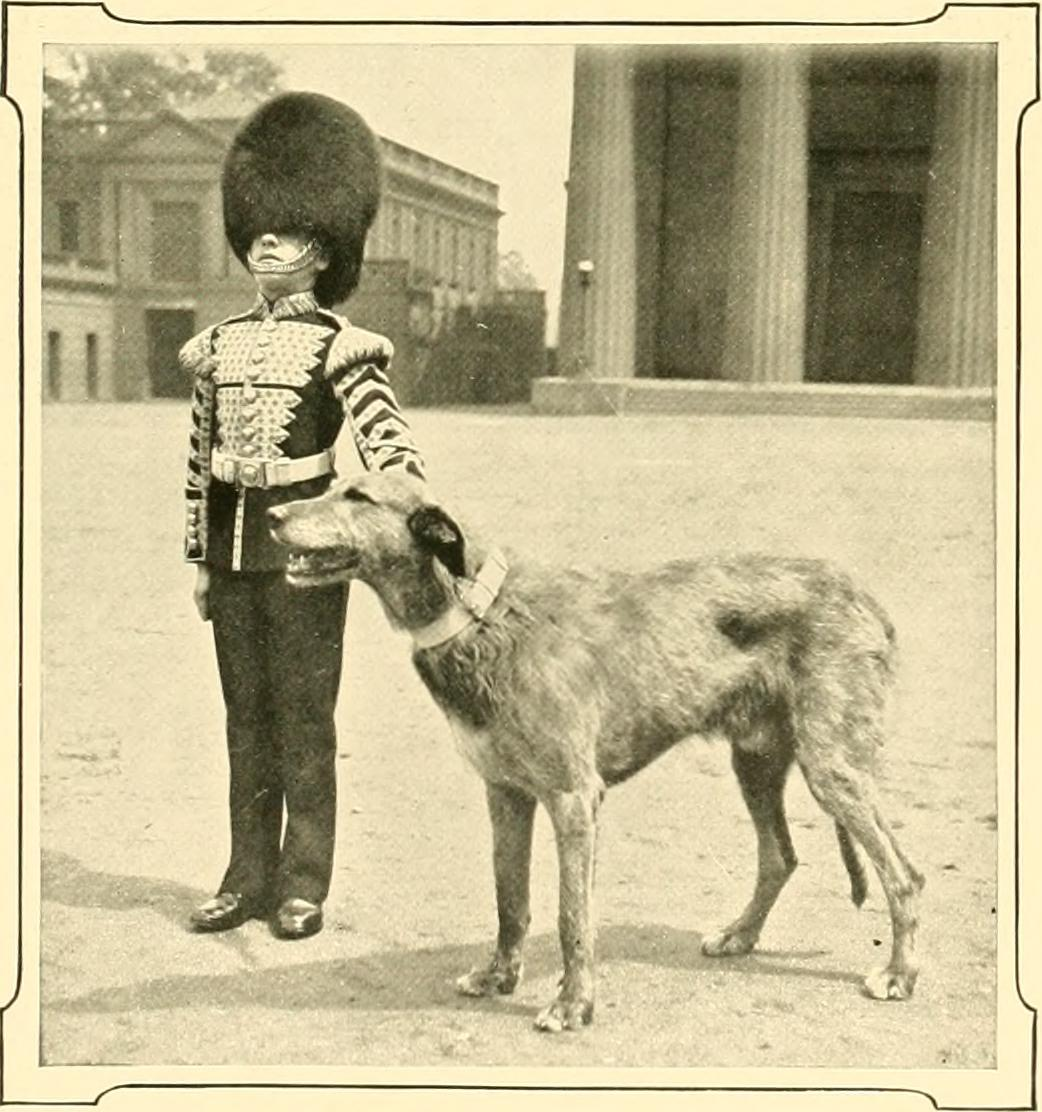
Талісман ірландської гвардії, 1911
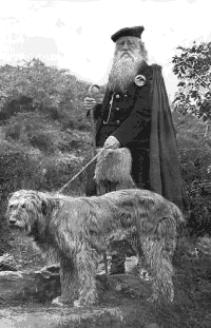
О'Махоні з Керрі та його ірландський вовкодав
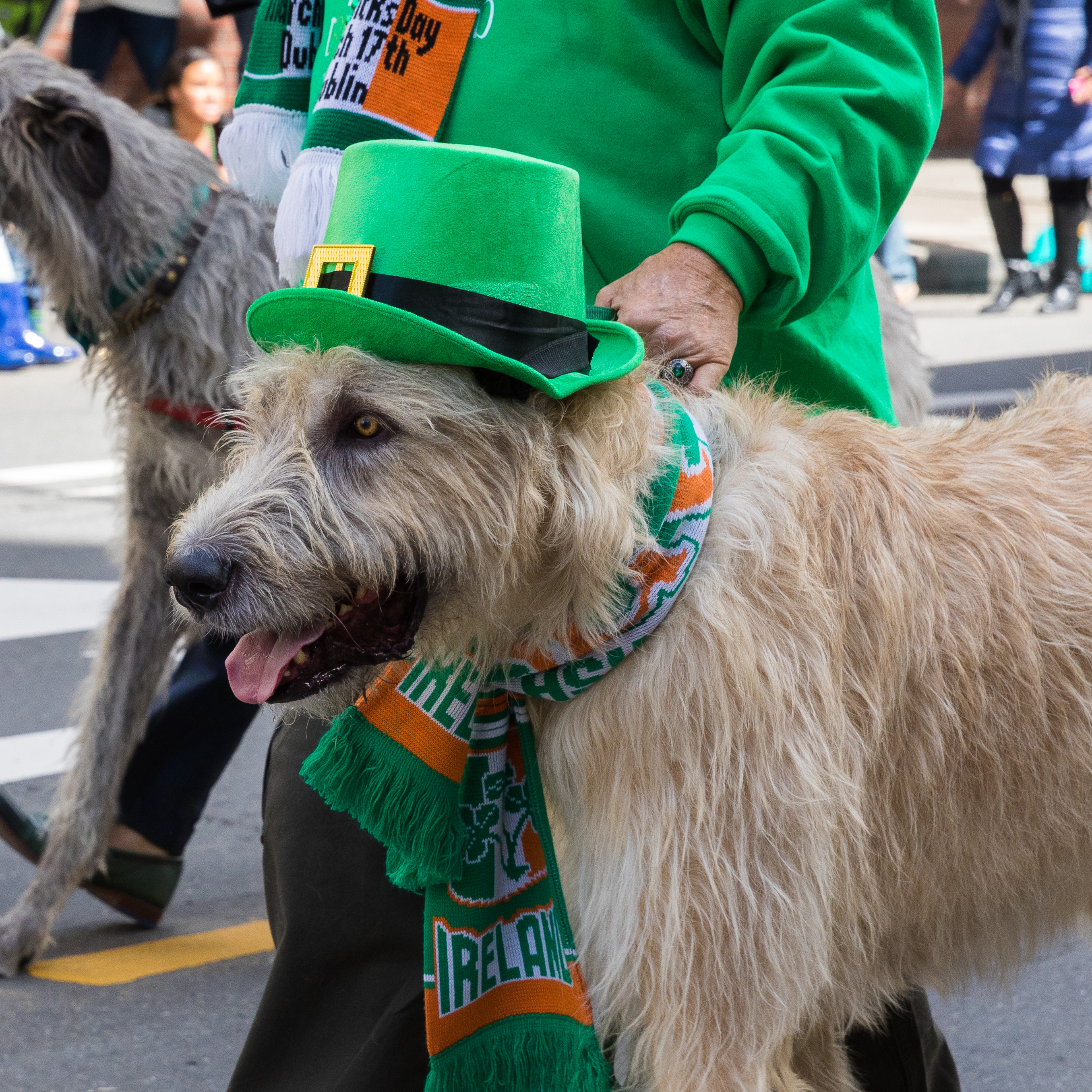
Парад до Дня Святого Патрика 2018 у Сан-Франциско